# P.S. I Hate You
P.S. I Hate You (tiếng Thái: ด้วยรักและหักหลัง; RTGS: Duai Rak Lae Hak Lang; tựa Việt: Yêu Trước Mặt, Phản Sau Lưng) là một bộ phim truyền hình Thái Lan phát sóng năm 2022 với sự tham gia của Nichaphat Chatchaipholrat (Pearwah), Ployshompoo Supasap (Jan), Chayanit Chansangavej (Pat), Yongwaree Anibol (Fah) và Sarunchana Apisamaimongkol (Aye). Bộ phim dựa trên bộ tiểu thuyết วงกตดอกไม้ của tác giả 3aiSon.
Bộ phim được sản xuất bởi GMMTV cùng với Snap25. Đây là một trong 22 dự án phim truyền hình cho năm 2022 được GMMTV giới thiệu trong sự kiện "GMMTV 2022 Borderless" vào ngày 1 tháng 12 năm 2021. Bộ phim được phát sóng vào lúc 20:30 (ICT), thứ Hai và thứ Ba trên GMM 25 và có mặt trên nền tảng trực tuyến Viu vào lúc 22:30 (ICT) cùng ngày, bắt đầu từ ngày 16 tháng 7 năm 2022. Bộ phim kết thúc vào ngày 27 tháng 9 năm 2022.

## Diễn viên

### Diễn viên chính
- Nichaphat Chatchaipholrat (Pearwah) vai Prae
- Ployshompoo Supasap (Jan) vai Meena
- Chayanit Chansangavej (Pat) vai Wanwan
- Yongwaree Anibol (Fah) vai May
- Sarunchana Apisamaimongkol (Aye) vai Saras

### Diễn viên phụ
- Juthapich Indrajundra (Jamie) vai Pal
- Thanat Lowkhunsombat (Lee) vai Pitch
- Purim Rattanaruangwattana (Pluem) vai Chanon
- Tanutchai Wijitvongtong (Mond) vai Term
- Sivakorn Lertchuchot (Guy) vai Khun
- Phromphiriya Thongputtaruk (Papang) vai Phu
- Pawin Kulkaranyawich vai Win
- Nattaraht Maurice Legrand (Nat) vai Wee
- Sueangsuda Lawanprasert (Namfon) vai Chanadda (mẹ của Prae và Pitch)
- Mayurin Pongpudpunth (Kik) vai Tharinee (mẹ của Wanwan và Win)

### Khách mời
- Chet Klinprathum (JJ) vai Adisorn (sếp của May) (Tập 1, 4, 8)
- Maneerat Kam-Uan (Ae) vai Nut
- Danai Jarujinda (Kik) vai Key
- Jirakit Kuariyakul (Toptap) vai Ruj (Tập 12)
- Duangdao Jarujinda vai bà nội của Saras
- Goonchorn Na Ayutthaya (Pimkae) vai bà nội của Chanon

## Nhạc phim
| Tên bài hát      | Thể hiện                         | Ref.  |
| ---------------- | -------------------------------- | ----- |
| คนร้าย (Khon Rai) | Sarunchana Apisamaimongkol (Aye) | [ 4 ] |

## Đón nhận

### Rating truyền hình Thái Lan
- Trong bảng dưới đây, màu xanh biểu thị rating thấp nhất và màu đỏ biểu thị rating cao nhất.

| Tập        | Khung giờ (UTC+07:00)   | Ngày phát sóng      | Tỷ lệ rating trung bình | Ref.   |
| ---------- | ----------------------- | ------------------- | ----------------------- | ------ |
| 1          | Thứ Hai - Thứ Ba, 20:30 | 1 tháng 8 năm 2022  | 0.204%                  | [ 5 ]  |
| 2          | Thứ Hai - Thứ Ba, 20:30 | 2 tháng 8 năm 2022  | 0.062%                  | [ 6 ]  |
| 3          | Thứ Hai - Thứ Ba, 20:30 | 8 tháng 8 năm 2022  | 0.134%                  | [ 7 ]  |
| 4          | Thứ Hai - Thứ Ba, 20:30 | 9 tháng 8 năm 2022  | 0.169%                  | [ 8 ]  |
| 5          | Thứ Hai - Thứ Ba, 20:30 | 15 tháng 8 năm 2022 | 0.326%                  | [ 9 ]  |
| 6          | Thứ Hai - Thứ Ba, 20:30 | 16 tháng 8 năm 2022 | 0.122%                  | [ 10 ] |
| 7          | Thứ Hai - Thứ Ba, 20:30 | 22 tháng 8 năm 2022 | 0.248%                  | [ 11 ] |
| 8          | Thứ Hai - Thứ Ba, 20:30 | 23 tháng 8 năm 2022 | 0.240%                  | [ 12 ] |
| 9          | Thứ Hai - Thứ Ba, 20:30 | 29 tháng 8 năm 2022 |                         |        |
| 10         | Thứ Hai - Thứ Ba, 20:30 | 30 tháng 8 năm 2022 |                         |        |
| 11         | Thứ Hai - Thứ Ba, 20:30 | 5 tháng 9 năm 2022  |                         |        |
| 12         | Thứ Hai - Thứ Ba, 20:30 | 6 tháng 9 năm 2022  |                         |        |
| 13         | Thứ Hai - Thứ Ba, 20:30 | 12 tháng 9 năm 2022 |                         |        |
| 14         | Thứ Hai - Thứ Ba, 20:30 | 13 tháng 9 năm 2022 |                         |        |
| 15         | Thứ Hai - Thứ Ba, 20:30 | 19 tháng 9 năm 2022 |                         |        |
| 16         | Thứ Hai - Thứ Ba, 20:30 | 20 tháng 9 năm 2022 |                         |        |
| 17         | Thứ Hai - Thứ Ba, 20:30 | 26 tháng 9 năm 2022 |                         |        |
| 18         | Thứ Hai - Thứ Ba, 20:30 | 27 tháng 9 năm 2022 |                         |        |
| Trung bình | Trung bình              | Trung bình          | – 1                     | – 1    |

^1  Dựa trên tỷ lệ rating trung bình mỗi tập.

## Giải thưởng và đề cử
| Năm  | Giải thưởng         | Hạng mục              | Nhân vật/Tác phẩm được đề cử | Kết quả   | Ref.   |
| ---- | ------------------- | --------------------- | ---------------------------- | --------- | ------ |
| 2023 | Maya TV Awards 2023 | Best Supporting Actor | Thanat Lowkhunsombat (Lee)   | Đoạt giải | [ 13 ] |

## Phát sóng tại nước ngoài
- Tại Việt Nam, bộ phim được phát sóng song song tại nền tảng trực tuyến TrueID Vietnam và FPT Play, lúc 21:00 thứ Hai và thứ Ba hàng tuần, bắt đầu từ ngày 1 tháng 8 năm 2022.